# 來島通總
來島通總（1561年—1597年10月26日）是日本戰國時期伊予國的武將，後來成為豐臣政權下的一個大名，官位從五位下、出雲守。他在李舜臣的《亂中日記》中以馬多時的名字登場。
來島通總原名村上通總，是村上水軍一族中來島村上氏當主村上通康的第四子，其生母是河野氏實際掌權者河野通直的女兒。1567年父親病死後，由於外祖父的關係，通總超越了兄長，繼任家督的位置。但1570年起通總開始侵佔室町幕府發給主君河野通宣的公用錢，來島氏出現了脫離河野氏的苗頭。由於河野氏與毛利氏有同盟關係，因此在大友宗麟攻擊河野氏的時候毛利氏出兵援助，與大友水軍作戰。然而在海戰中通總與毛利水軍的村上武吉不和。
1582年，來島通總受到織田信長手下重臣羽柴秀吉（即後來的豐臣秀吉）的勸誘，投靠了秀吉，因此遭到毛利氏、河野氏聯軍進攻，通總失去領地投奔秀吉。同時由於兄長得居通幸在攻取鹿兒島城的戰役中立下戰功，且當時秀吉與毛利氏達成和解，處在秀吉麾下的通總遂回到了自己的舊領地，改「村上氏」為「來島氏」。1585年在秀吉的四國征伐中，來島通總於小早川隆景的麾下作戰，充當伊予軍的先鋒，並在天正之陣中攻打原先的主君河野氏。由於這些戰功，來島通總獲得了伊予國風早郡一萬四千石的領地，成為大名。此後又在1587年（天正15年）參加九州征伐，1590年（天正18年）參加小田原之戰。
1592年，豐臣秀吉發動侵略朝鮮的戰爭。來島通總隸屬於福島正則的第五番隊，參加了進攻忠清道的陸上戰役。由於朝鮮水軍十分活躍，通總被改編入水軍，參加海上的戰役。1597年秀吉第二次侵略朝鮮時，通總率600名陸軍參與了南原城攻防戰，此後再度率水軍騷擾全羅道沿岸地區。在鳴梁海戰中，來島通總充當藤堂高虎部的先鋒，突入鳴梁海峽；但朝鮮軍李舜臣設下了埋伏，借退潮之機襲擊日軍。來島通總受到朝鮮板屋船的襲擊，被擊斃，成為日本在萬曆朝鮮戰爭中唯一一位陣亡的大名。
次子來島長親繼承家督之位。進入江戶時代後，長親成為豐後國森藩的第一代藩主，為久留島氏之祖。
| 前任： 村上通康 | 村上氏（來島氏）當主 1567年－1597年 | 繼任： 來島長親 |